# Eurytoma lamtoensis
Eurytoma lamtoensis är en stekelart som beskrevs av Jean-Yves Rasplus 1988. Eurytoma lamtoensis ingår i släktet Eurytoma och familjen kragglanssteklar.
Artens utbredningsområde är Elfenbenskusten. Inga underarter finns listade i Catalogue of Life.